# Episodi di Ragazze a Beverly Hills (seconda stagione)
Di seguito una lista degli episodi della seconda stagione della serie televisiva Ragazze a Beverly Hills.
| nº | Titolo originale        | Titolo italiano                 | Prima TV USA      | Prima TV Italia  |
| -- | ----------------------- | ------------------------------- | ----------------- | ---------------- |
| 1  | Back to School          | Ritorno a scuola                | 23 settembre 1997 | 3 novembre 2003  |
| 2  | Salsa, Chlorine & Tears | Salsa, che passione             | 30 settembre 1997 | 4 novembre 2003  |
| 3  | Suddenly Stupid         | Improvvisamente stupido         | 7 ottobre 1997    | 5 novembre 2003  |
| 4  | Sharing Cher            |                                 | 14 ottobre 1997   | 6 novembre 2003  |
| 5  | Chick Fight Tonight     | Il pulcino lotta stasera        | 21 ottobre 1997   | 7 novembre 2003  |
| 6  | Trick or Treat          | Dolcetto o Scherzetto?          | 28 ottobre 1997   | 10 novembre 2003 |
| 7  | Homecoming Queen        | Ritorno alla casa della regina  | 4 novembre 1997   | 11 novembre 2003 |
| 8  | Shop 'Til You Drop      |                                 | 11 novembre 1997  | 12 novembre 2003 |
| 9  | The Intruder            | L'intruso                       | 18 novembre 1997  | 13 novembre 2003 |
| 10 | Intruder Spawn          |                                 | 25 novembre 1997  | 14 novembre 2003 |
| 11 | Valley of the Malls     | La valle dei centri commerciali | 9 dicembre 1997   | 17 novembre 2003 |
| 12 | A Very P.C. Holiday     | Una vera vacanza                | 16 dicembre 1997  | 18 novembre 2003 |
| 13 | Labor of Love           | Lavoro d'amore                  | 13 gennaio 1998   | 19 novembre 2003 |
| 14 | Dance Fever             | La danza della febbre           | 3 febbraio 1998   | 20 novembre 2003 |
| 15 | In Boyfriend We Trust   | Ci fidiamo del fidanzato        | 24 febbraio 1998  | 21 novembre 2003 |
| 16 | The Joint               | Il comune                       | 3 marzo 1998      | 24 novembre 2003 |
| 17 | Life is a Beach         | La vita è una spiaggia          | 17 marzo 1998     | 25 novembre 2003 |
| 18 | P.G. Seventeen          |                                 | 14 aprile 1998    | 26 novembre 2003 |
| 19 | Let's Stay Together     |                                 | 28 aprile 1998    | 27 novembre 2003 |
| 20 | Friends                 |                                 | 5 maggio 1998     | 28 novembre 2003 |
| 21 | Sean's Video            |                                 | 12 maggio 1998    | 1º dicembre 2003 |
| 22 | Cashless                |                                 | 19 maggio 1998    | 2 dicembre 2003  |